# Panic (film 2000)
Panic è un film poliziesco americano del 2000 diretto da Henry Bromell e interpretato da William H. Macy, Neve Campbell, Tracey Ullman, John Ritter e Donald Sutherland.

## Trama
Alex, un uomo triste e insodisfatto, vive una doppia vita: è sposato con un figlio con un lavoro diurno ma parallelamente è anche un sicario professionista. Allenato da suo padre Michael fin dalla giovinezza, Alex è insoddisfatto del suo lavoro e desidera lasciarsi quella attività alle spalle. Entra in psicoterapia rivelando di essere un sicario e dice anche al dottor Josh Parks, il suo psicologo, dopo alcune sedute che è attratto da una giovane donna che ha incontrato in sala d'attesa. Lei è Sarah, 23 anni, nervosa e forse anche attratta da lui, ma lo evita perché è sposato.
Nei flashback vediamo Alex iniziare come assassino nell'attività di famiglia, su suggerimento di suo padre, dall'uccisione di uno scoiattolo da ragazzo, alla sua prima uccisione da adolescente. Preoccupato che Alex stia sfuggendo, Michael dà ad Alex il suo prossimo incarico: uccidere proprio il dottor Parks. Alex ritarda, mentre il dottor Parks, temendo per la propria incolumità, contatta un detective della polizia, Larson. Alex continua a tornare da Sarah, chiamandola, fermandosi nel suo appartamento, e pianifica di cambiare completamente vita cercando di costruire una relazione nuova proprio con Sarah. Sua moglie scopre la relazione ma nello stesso momento viene anche a sapere che suo padre sta iniziando il nipote come futuro assassino in quanto il bambino confessa di aver ucciso uno scoiattolo istigato dal nonno.
Furioso, Alex guida fino a casa del padre e gli spara a morte, ma nello stesso momento anche il detective Larson, che lo stava pedinando, interviene a sorpresa, sparandogli.

## Accoglienza
Il film stato presentato in anteprima al Sundance Film Festival del 2000,  e ha ricevuto il plauso della critica universale, alcuni dei quali lo hanno definito uno dei migliori film del 2000. Le esibizioni di William H. Macy, John Ritter e Donald Sutherland sono state accolte positivamente dalla critica.
Il film ha ricevuto il plauso della critica e detiene un punteggio di 91% su Rotten Tomatoes sulla base di 56 recensioni, con un consenso che afferma "Questo piccolo film eccentrico su un gangster in terapia sembra nuovo e ben realizzato". Roger Ebert ha dato al film quattro stelle mentre Leonard Maltin ha dato al film due stelle e mezzo ma ha elogiato la recitazione, definendola "eccellente". Lisa Nesselson di Variety ha scritto "Il titolo di Pic implica frenesia e attività selvaggia, ma il fascino del film si evolve dai suoi ritmi misurati e senza fretta, e l'originalità dal tono: eccentrico ma convincente, irriverente ma morale".